# Korkia (ö i Finland, Södra Savolax)
Korkia är en ö i Finland. Den ligger i sjön Saimen och i kommunen Sankt Michel i den ekonomiska regionen  S:t Michel och landskapet Södra Savolax, i den södra delen av landet, 200 km nordost om huvudstaden Helsingfors. Öns area är 83,6 hektar och dess största längd är 1,8 kilometer i öst-västlig riktning.